# Verdienstmedaille der Grenztruppen der Deutschen Demokratischen Republik

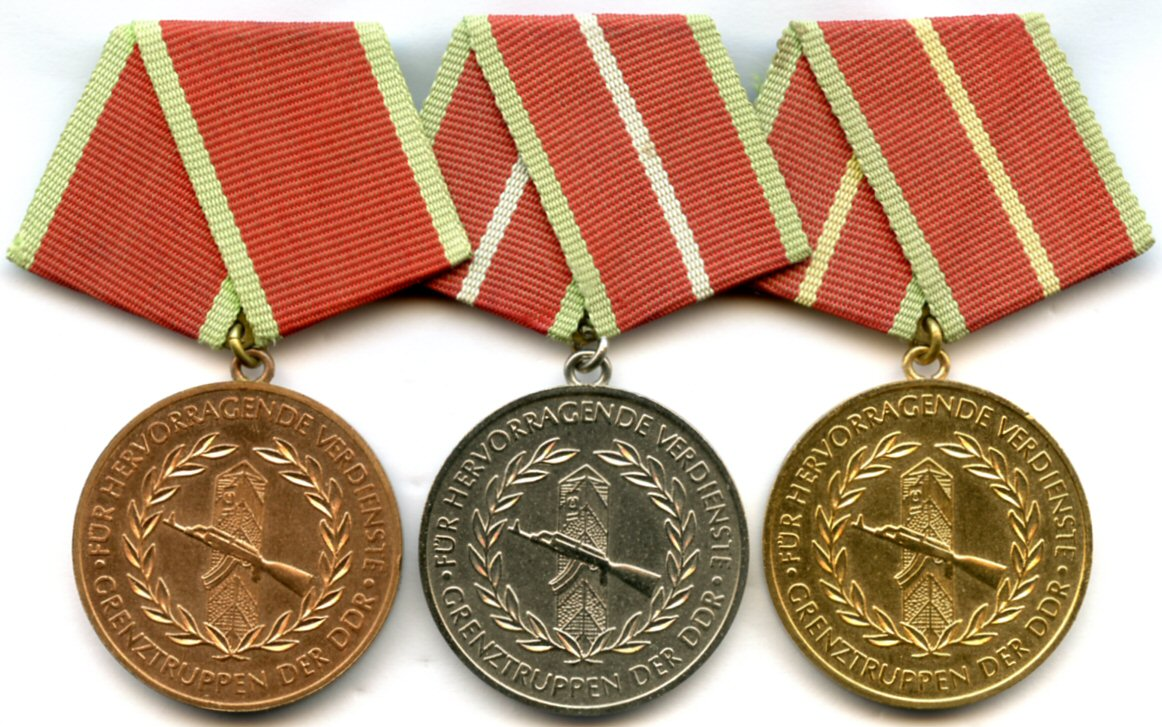
Verdienstmedaille der Grenztruppen der DDR

Die Verdienstmedaille der Grenztruppen der Deutschen Demokratischen Republik war eine staatliche Auszeichnung  der Deutschen Demokratischen Republik (DDR), welche in Form einer tragbaren Medaille verliehen wurde.

## Geschichte
Gestiftet wurde die Medaille am 25. Oktober 1977 in drei Stufen. Ihre Verleihung erfolgte an Angehörige sowie Zivilbeschäftigte der Grenztruppen der DDR sowie artverwandte Kollektive für hervorragende Verdienste und persönliche Einsatzbereitschaft bei der ständigen zuverlässigen Sicherung der Grenzen der DDR. Ferner auch für politische und militärische Führung sowie bei der Erziehung und Ausbildung.

## Aussehen und Tragweise
Die bronzene, versilberte oder vergoldete Medaille mit einem Durchmesser von 35 mm zeigte auf ihrem Avers zeigt mittig einen DDR-Grenzpfahl mit einer davor leicht nach oben gerichteten Kalaschnikow, welches von einem unten gekreuzten nach oben hin offenen gebogenen Lorbeerzweig umschlossen ist. Die Umschrift lautet: FÜR HERVORRAGENDE VERDENSTE (oben) GRENZTRUPPEN DER DDR (unten). Das Revers der Medaille zeigt dagegen mittig das große Staatswappen der DDR mit der Umschrift: FÜR DEN SCHUTZ (oben) DER ARBEITER UND BAUERN MACHT (unten) sowie zwei unten gekreuzte nach oben hin offene gebogene Lorbeerzweige. Getragen wurde die Medaille an der linken oberen Brustseite an einer 25 × 14 mm breiten pentagonalen roten Spange, in welcher drei 3 mm breite grüne senkrechte Streifen eingwebt worden sind. Bei der Verleihung der II. (Silber) und I. Stufe in Gold war zusätzlich mittig ein silberfarbener bzw. goldener 2,5 mm breiter Mittelstreifen zu sehen.